# Futebol nos Jogos Insulares de 2023
O torneio de futebol nos Jogos Insulares de 2023 foi realizado em Guernsey entre os dias 9 e 14 de julho de 2023. Foram realizado um torneio masculino, com dezesseis equipes participante, e um feminino, com dez equipes, e as partidas de ambos os torneios foram realizadas nas localidades de Saint Martin, Saint Peter Port e Saint Sampson. No total, foram cinco sedes para os jogos. 

## Sedes
| Estádio              | Localidade       |
| -------------------- | ---------------- |
| Blanches Pierre Lane | Saint Martin     |
| College Field        | Saint Peter Port |
| Corbet Field         | Saint Sampson    |
| Northfield           | Saint Sampson    |
| The Track            | Saint Sampson    |

## Medalhistas
| Evento            | Ouro | Prata | Bronze |
| ----------------- | --- | --- | --- |
| Torneio Masculino | Lorne Bickley Luke Campbell James Carr Miguel Carvalho Harry Curtis Jay Giles Karl Hinds Joe Kilshaw Jonny Le Quesne Francis Lekimimati Paul McCafferty James Queree Toby Ritzema Pierce Roche Sol Solomon Adam Trotter Euan Van Der Vliet Luke Watson Jersey                                                  | Jack Abbott-Walsh Kaine Bentley Tomos Clark Dion Evans Sam Gregson David Jones Osian Jones Sam Jones Daniel McGinness Melvin McGinness Liam Morris Cian Owen Gari Owen Cai Powell-Roberts Matt Reynolds Gerwyn Roberts Huw Shaw Jack Smith Sol Williams Anglesey                                              | Adam Biss Jordan Browne Joe Butcher George Colson Joseph Craig Joe Hancott Ed Hatt Ryan Hughes Connor Kelly Nathan Lewis John Mckie Jimmy Mumford Ryan Oatley Finley Phillips Leon Pitman Jake Scrimshaw Liam Triggs Joshua Wakefield Oliver West Josh Younie Ilha de Wight |
| Torneio Feminino  | Khyla Brangman Emily Cabral Deshae Darrell Samantha Davies Victoria Davis Keunna Dill Trinae Edwards Sierra Fisher Eva Frazzoni Taznae Fubler Akeyla Furbert Koa Goodchild Symira Lowe-Darrell Leilanni Nesbeth Jya Ratteray-Smith Jahdé Simmons Za'Khari Turner Ashley Tutas Danni Watson Zemira Webb Bermuda | Abbie Campbell Christie MacKenzie Kayleigh Mackenzie Kyla MacKinnon Kirsty Maclean Beth Macleod Hannah Macleod Jessica Macleod Sinead Macleod Beth Macphail Shana Macphail Kyla McMurdo Amanda Nicolson Chloe Nicolson Catriona O’Carroll Eleanor Smith Anne-Louise Stewart Maimie Zimmerman Ilhas Ocidentais | Elizabeth Cain Rebecca Cole Becky Corkish Lisa Costain Rishona Dykes Eleanor Gawne Kayleigh Georgeson Louise Gibbins Kayleigh Greggor Megan Kelly Tia Lisy Stevie Mallon Ruby Palmer Erin Sells Anna Shaw Holly Stephen Holly Sumner Chloe Teare Ilha de Man                |

## Torneio masculino

### Fase de Grupos

#### Grupo A
| Equipe           | J | V | E | D | GP | GC | SG | Pts |
| ---------------- | - | - | - | - | -- | -- | -- | --- |
| Ilha de Wight    | 3 | 3 | 0 | 0 | 5  | 1  | +4 | 9   |
| Guernsey         | 3 | 2 | 0 | 1 | 6  | 3  | +3 | 6   |
| Ilhas Ocidentais | 3 | 1 | 0 | 2 | 2  | 2  | 0  | 3   |
| Åland            | 3 | 0 | 0 | 3 | 1  | 8  | −7 | 0   |

| 9 de julho de 2023 | Åland | 0 – 2     | Ilha de Wight                | Northfield, Saint Sampson   |
| 10:30              |       | Relatório | Jake Scrimshaw 3' (pen), 74' | Árbitro: Joshua Lewis Drake |

| 9 de julho de 2023 | Guernsey             | 1 – 0     | Ilhas Ocidentais | The Track, Saint Sampson            |
| 18:30              | Ross Allen 53' (pen) | Relatório |                  | Árbitro: Taylor Christopher Metcalf |

| 10 de julho de 2023 | Ilhas Ocidentais | 0 – 1     | Ilha de Wight      | Blanches Pierre Lane, Saint Martin |
| 14:30               |                  | Relatório | Jake Scrimshaw 56' |                                    |

| 10 de julho de 2023 | Guernsey                                                     | 4 – 1     | Åland                    | The Track, Saint Sampson |
| 18:30               | Charlton Gauvain 2', 56' · Ross Allen 41' · Matt Loaring 53' | Relatório | Joel Karlström 40' (pen) |                          |

| 11 de julho de 2023 | Guernsey       | 1 – 2     | Ilha de Wight                 | The Track, Saint Sampson |
| 18:30               | Ross Allen 59' | Relatório | Jake Scrimshaw 17', 45' (pen) |                          |

| 11 de julho de 2023 | Åland | 0 – 2     | Ilhas Ocidentais                               | Corbet Field, Saint Sampson |
| 18:30               |       | Relatório | Micheil Russell Smith 34' · James Morrison 56' |                             |

#### Grupo B
| Equipe         | J | V | E | D | GP | GC | SG  | Pts |
| -------------- | - | - | - | - | -- | -- | --- | --- |
| Anglesey       | 3 | 3 | 0 | 0 | 9  | 2  | +7  | 9   |
| Shetland       | 3 | 2 | 0 | 1 | 7  | 5  | +2  | 6   |
| Ilha de Man    | 3 | 1 | 0 | 2 | 6  | 5  | +1  | 3   |
| Ilhas Malvinas | 3 | 0 | 0 | 3 | 2  | 12 | −10 | 0   |

| 9 de julho de 2023 | Ilha de Man                                      | 3 – 0     | Ilhas Malvinas | Corbet Field, Saint Sampson |
| 14:30              | Brody Patience 10' (pen) · Ryan Garland 44', 65' | Relatório |                |                             |

| 9 de julho de 2023 | Anglesey                          | 2 – 0     | Shetland | Blanches Pierre Lane, Saint Martin |
| 18:30              | Liam Morris 21' · Sam Gregson 81' | Relatório |          |                                    |

| 10 de julho de 2023 | Ilhas Malvinas                 | 1 – 5     | Anglesey                                                                                  | Corbet Field, Saint Sampson |
| 14:30               | Patricio Balladares Vergara 3' | Relatório | Liam Morris 23' · Sam Gregson 28' · Sam Jones 30' · Matt Reynolds 35' · Kaine Bentley 76' |                             |

| 10 de julho de 2023 | Shetland                                               | 3 – 2     | Ilha de Man                         | Northfield, Saint Sampson |
| 18:30               | Stuart Copland 34' · Sam Maver 45' · Harry Thomson 55' | Relatório | Ryan Garland 10' · Philip Kelly 37' |                           |

| 11 de julho de 2023 | Ilhas Malvinas          | 1 – 4     | Shetland                                                                     | Northfield, Saint Sampson |
| 18:30               | Ethan Gilson-Clarke 82' | Relatório | James Aitken 15' · Harry Thomson 31' · Declan Adamson 63' · Jack McShane 85' |                           |

| 11 de julho de 2023 | Ilha de Man       | 1 – 2     | Anglesey             | Blanches Pierre Lane, Saint Martin |
| 18:30               | Joshua Ridings 5' | Relatório | Liam Morris 11', 44' |                                    |

#### Grupo C
| Equipe     | J | V | E | D | GP | GC | SG  | Pts |
| ---------- | - | - | - | - | -- | -- | --- | --- |
| Bermuda    | 3 | 3 | 0 | 0 | 12 | 3  | +9  | 9   |
| Groelândia | 3 | 1 | 1 | 1 | 6  | 5  | +1  | 4   |
| Orkney     | 3 | 1 | 1 | 1 | 6  | 6  | 0   | 4   |
| Frøya      | 3 | 0 | 0 | 3 | 2  | 12 | −10 | 0   |

| 9 de julho de 2023 | Bermuda                                                                                               | 7 – 0     | Frøya | Corbet Field, Saint Sampson      |
| 10:30              | Jai Bean 13', 15', 49' · Kashe Hall 17' · Blaiz Hall 28' · Tokia Russell 71' · Rahzir Smith-Jones 90' | Relatório |       | Árbitro: Adam Simon James McAnoy |

| 9 de julho de 2023 | Orkney                               | 2 – 2     | Groelândia            | Blanches Pierre Lane, Saint Martin |
| 10:30              | Connan Rendall 1' · Toby Macleod 46' | Relatório | Nemo Thomsen 10', 60' |                                    |

| 10 de julho de 2023 | Groelândia                                | 2 – 0     | Frøya | Northfield, Saint Sampson |
| 10:30               | Niels Erik Eriksen 70' · Nemo Thomsen 77' | Relatório |       |                           |

| 10 de julho de 2023 | Bermuda                               | 2 – 1     | Orkney            | Blanches Pierre Lane, Saint Martin |
| 18:30               | Ne-Jai Tucker 45' · Tokia Russell 67' | Relatório | Craig Harrison 8' |                                    |

| 11 de julho de 2023 | Groelândia            | 2 – 3     | Bermuda                                          | Corbet Field, Saint Sampson |
| 10:30               | Nemo Thomsen 72', 79' | Relatório | Jai Bean 6' · Tokia Russell 62' · Blaiz Hall 81' |                             |

| 11 de julho de 2023 | Frøya                     | 2 – 3     | Orkney                                  | College Field, Saint Peter Port |
| 10:30               | Nataniel Furberg 55', 72' | Relatório | Jamie Flett 58', 76' · Toby Macleod 61' |                                 |

#### Grupo D
| Equipe       | J | V | E | D | GP | GC | SG  | Pts |
| ------------ | - | - | - | - | -- | -- | --- | --- |
| Jersey       | 3 | 3 | 0 | 0 | 10 | 0  | +10 | 9   |
| Gozo         | 3 | 2 | 0 | 1 | 4  | 1  | +3  | 6   |
| Minorca      | 3 | 1 | 0 | 2 | 5  | 5  | 0   | 3   |
| Santa Helena | 3 | 0 | 0 | 3 | 0  | 13 | −13 | 0   |

| 9 de julho de 2023 | Jersey          | 1 – 0     | Gozo | Northfield, Saint Sampson |
| 14:30              | Sol Solomon 36' | Relatório |      |                           |

| 9 de julho de 2023 | Minorca                                                                                      | 5 – 0     | Santa Helena | Corbet Field, Saint Sampson |
| 18:30              | Roberto Pulido Hidalgo 10' · Luis David Martínez Rubia 19', 55' · Marc Urbina Rubio 32', 45' | Relatório |              | Árbitro: Matthew O'Shea     |

| 10 de julho de 2023 | Gozo                                                        | 3 – 0     | Santa Helena | The Track, Saint Sampson |
| 14:30               | Keith Yon 27' (g.c) · Samuel Harland 36' · Jordi Parnis 80' | Relatório |              |                          |

| 10 de julho de 2023 | Jersey                                                                       | 4 – 0     | Minorca | Northfield, Saint Sampson |
| 14:30               | Sol Solomon 16' · Toby Ritzema 19' · James Queree 65' (pen) · Karl Hinds 83' | Relatório |         |                           |

| 11 de julho de 2023 | Santa Helena | 0 – 5    | Jersey                                                      | Northfield, Saint Sampson |
| 10:30               |              | Relaório | Toby Ritzema 5', 7' · Karl Hinds 42', 47' · Luke Watson 75' |                           |

| 11 de julho de 2023 | Minorca | 0 – 1     | Gozo             | Blanches Pierre Lane, Saint Martin |
| 10:30               |         | Relatório | Jordi Parnis 53' |                                    |

### Partidas de colocação
Disputa do 15º lugar
| 13 de julho de 2023 | Frøya                                                           | 4 – 2     | Santa Helena                        | Blanches Pierre Lane, Saint Martin |
| 10:30               | Kristoffer Gaasø 12' · Oliver Espnes 25', 39' · Isak Espnes 52' | Relatório | Shane Stroud 5' · Rico Benjamin 88' |                                    |

Disputa do 13º lugar
| 13 de julho de 2023 | Åland              | 1 – 1 (4 – 2 p) | Ilhas Malvinas    | Corbet Field, Saint Sampson |
| 10:30               | Joel Karlström 16' | Relatório       | Declan Bonner 62' |                             |

|  |       | Penalidades |
|  | 4 – 2 |             |

Disputa do 11º lugar
| 13 de julho de 2023 | Ilhas Ocidentais                                    | 2 – 1     | Minorca                       | Northfield, Saint Sampson |
| 10:30               | Eric Barber Orfila 57' (g.c) · Dominic MacAulay 89' | Relatório | Luis David Martínez Rubia 28' |                           |

Disputa do 9º lugar
| 13 de julho de 2023 | Orkney | 0 – 1     | Ilha de Man       | The Track, Saint Sampson |
| 14:30               |        | Relatório | Matthew Woods 90' |                          |

Disputa do 7º lugar
| 13 de julho de 2023 | Shetland                                                          | 5 – 1     | Groelândia       | Corbet Field, Saint Sampson |
| 14:30               | Ronan Grant 11', 40', 66' · James Aitken 59' · Neil Laurenson 62' | Relatório | Nemo Thomsen 49' |                             |

Disputa do 5º lugar
| 13 de julho de 2023 | Guernsey           | 1 – 0     | Gozo | Blanches Pierre Lane, Saint Martin |
| 14:30               | Keene Domaille 52' | Relatório |      |                                    |

### Fase final
Semifinais
| 13 de julho de 2023 | Ilha de Wight           | 2 – 3     | Jersey                                                  | The Track, Saint Sampson |
| 18:30               | Jake Scrimshaw 41', 47' | Relatório | Luke Campbell 19' · Sol Solomon 63' · Lorne Bickley 71' |                          |

| 13 de julho de 2023 | Anglesey                            | 2 – 0     | Bermuda | Blanches Pierre Lane, Saint Martin |
| 18:30               | Matt Reynolds 22' · Liam Morris 40' | Relatório |         |                                    |

Disputa do 3º lugar
| 14 de julho de 2023 | Bermuda           | 1 – 2     | Ilha de Wight         | Blanches Pierre Lane, Saint Martin |
| 14:30               | Tokia Russell 55' | Relatório | Joseph Craig 53', 55' |                                    |

Final
| 14 de julho de 2023 | Anglesey                       | 2 – 5     | Jersey                                                                      | Footes Lane, Saint Peter Port |
| 15:30               | Sam Jones 2' · Sam Gregson 16' | Relatório | Lorne Bickley 6', 50' · Karl Hinds 35' · Toby Ritzema 42' · Luke Watson 87' |                               |

## Torneio Feminino

### Fase de Grupos

#### Grupo A
| Equipe  | J | V | E | D | GP | GC | SG  | Pts |
| ------- | - | - | - | - | -- | -- | --- | --- |
| Bermuda | 3 | 3 | 0 | 0 | 10 | 0  | +10 | 9   |
| Jersey  | 3 | 2 | 0 | 1 | 9  | 5  | +4  | 6   |
| Åland   | 3 | 1 | 0 | 2 | 4  | 7  | −3  | 3   |
| Hitra   | 3 | 0 | 0 | 3 | 1  | 12 | −11 | 0   |

| 9 de julho de 2023 | Bermuda                                                              | 4 – 0     | Jersey | The Track, Saint Sampson |
| 14:30              | Eva Frazzoni 2' · Jya Ratteray-Smith 34', 49' · Leilanni Nesbeth 55' | Relatório |        |                          |

| 9 de julho de 2023 | Åland                                                         | 3 – 1     | Hitra               | Northfield, Saint Sampson |
| 14:30              | Cajsa Kronström 45' · Minna Kurtén 57' · Fanny Karlsson 90+3' | Relatório | Anna Andreassen 57' |                           |

| 10 de julho de 2023 | Jersey                                                                      | 4 – 1     | Åland               | College Field, Saint Peter Port |
| 10:30               | Sofia Rodrigues 7' · Leah Morris 12' · Eve Watson 65' · Liberty Barnett 80' | Relatório | Milla Rosenberg 43' |                                 |

| 10 de julho de 2023 | Hitra | 0 – 4     | Bermuda                                                                              | College Field, Saint Peter Port |
| 14:30               |       | Relatório | Ashley Tutas 10' · Eva Frazzoni 17' · Symira Lowe-Darrell 60' · Leilanni Nesbeth 73' |                                 |

| 11 de julho de 2023 | Hitra | 0 – 5     | Jersey                                                                       | Blanches Pierre Lane, Saint Martin |
| 14:30               |       | Relatório | Ella Docherty 7' · Eve Watson 46' · Anita Tavares 47', 65' · Leah Morris 73' |                                    |

| 11 de julho de 2023 | Åland | 0 – 2     | Bermuda                               | College Field, Saint Peter Port |
| 14:30               |       | Relatório | Trinae Edwards 27' · Ashley Tutas 75' |                                 |

#### Grupo B
| Equipe        | J | V | E | D | GP | GC | SG | Pts |
| ------------- | - | - | - | - | -- | -- | -- | --- |
| Ilha de Man   | 2 | 2 | 0 | 0 | 8  | 1  | +7 | 6   |
| Minorca       | 2 | 1 | 0 | 1 | 4  | 5  | −1 | 3   |
| Ilha de Wight | 2 | 0 | 0 | 2 | 2  | 8  | −6 | 0   |

| 9 de julho de 2023 | Ilha de Man                               | 3 – 1     | Minorca                 | College Field, Saint Peter Port |
| 14:30              | Holly Sumner 15', 87' · Eleanor Gawne 23' | Relatório | Aina Mesquida Bonet 41' |                                 |

| 10 de julho de 2023 | Ilha de Wight | 0 – 5     | Ilha de Man                                                                                 | College Field, Saint Peter Port |
| 10:30               |               | Relatório | Rebecca Cole 34' · Eleanor Gawne 50', 54' (pen) · Lisa Costain 56' (pen) · Rebecca Cole 61' |                                 |

| 11 de julho de 2023 | Minorca                                                                     | 3 – 2     | Ilha de Wight                              | The Track, Saint Sampson |
| 14:30               | Ainhoa Segui Andreu 39' · Tamara Cansado Pons 41' · Aina Mesquida Bonet 69' | Relatório | Sienna Brennen 85' · Jasmine Bavington 89' |                          |

#### Grupo C
| Equipe           | J | V | E | D | GP | GC | SG  | Pts |
| ---------------- | - | - | - | - | -- | -- | --- | --- |
| Ilhas Ocidentais | 2 | 2 | 0 | 0 | 12 | 1  | +11 | 6   |
| Anglesey         | 2 | 1 | 0 | 1 | 4  | 8  | −4  | 3   |
| Guernsey         | 2 | 0 | 0 | 2 | 2  | 9  | −7  | 0   |

| 9 de julho de 2023 | Ilhas Ocidentais | 6 – 1     | Anglesey            | College Field, Saint Peter Port |
| 10:30              | Sinead Macleod 2' · Catriona O’Carroll 6' · Shana Macphail 31' · Jessica Macleod 33' · Christie MacKenzie 58' · Kayleigh Mackenzie 90+1' | Relatório | Jessica Jones 90+7' |                                 |

| 10 de julho de 2023 | Guernsey                       | 2 – 3     | Anglesey                                              | Corbet Field, Saint Sampson |
| 14:30               | Calleigh Hedley 35' (pen), 40' | Relatório | Ellie Jones 5' · Jennifer Cox 29' · Jessica Jones 68' |                             |

| 11 de julho de 2023 | Guernsey | 0 – 6     | Ilhas Ocidentais                                                                           | Corbet Field, Saint Sampson |
| 14:30               |          | Relatório | Jessica Macleod 16' · Sinead Macleod 23', 35' · Kyla McMurdo 54' · Shana Macphail 56', 61' |                             |

### Partidas de colocação
Disputa do 9º lugar
| 13 de julho de 2023 | Guernsey                                                 | 3 – 4     | Hitra                                                      | Northfield, Saint Sampson |
| 14:30               | Adrienne Leech 20' · Bella Ogier 43' · Amy Dallamore 48' | Relatório | Kaia Utby 3' · Nina Antonsen 11', 23' · Silje Glørstad 58' |                           |

Disputa do 7º lugar
| 13 de julho de 2023 | Åland                                                       | 3 – 2     | Ilha de Wight                        | College Field, Saint Peter Port |
| 10:30               | Fanny Karlsson 3' · Alva Kahnberg 19' · Cajsa Kronström 41' | Relatório | Sienna Brennen 6' · Katie Barron 30' |                                 |

Disputa do 5º lugar
| 13 de julho de 2023 | Jersey              | 2 – 3     | Anglesey                                            | College Field, Saint Peter Port |
| 14:30               | Eve Watson 12', 31' | Relatório | Jennifer Cox 33' · Mia Roberts 76' · Cerys Gadd 88' |                                 |

### Fase final
Semifinais
| 13 de julho de 2023 | Ilhas Ocidentais                          | 3 – 0     | Minorca | Northfield, Saint Sampson |
| 18:30               | Beth Macleod 1', 17' · Sinead Macleod 30' | Relatório |         |                           |

| 13 de julho de 2023 | Ilha de Man | 0 – 1     | Bermuda              | Corbet Field, Saint Sampson |
| 18:30               |             | Relatório | Leilanni Nesbeth 54' |                             |

Disputa do 3º lugar
| 14 de julho de 2023 | Minorca                 | 1 – 3     | Ilha de Man                                     | Northfield, Saint Sampson |
| 11:00               | Tamara Cansado Pons 21' | Relatório | Erin Sells 27' · Tia Lisy 29' · Chloe Teare 87' |                           |

Final
| 14 de julho de 2023 | Ilhas Ocidentais | 0 – 4     | Bermuda                                                                               | Corbet Field, Saint Sampson |
| 12:00               |                  | Relatório | Danni Watson 25' · Leilanni Nesbeth 48' · Akeyla Furbert 60' · Jya Ratteray-Smith 85' |                             |

## Artilharia

### Masculino
7 gols
- Jake Scrimshaw

6 gols
- Nemo Thomsen

5 gols
- Liam Morris

4 gols
- Jai Bean
- Tokia Russell
- Karl Hinds
- Toby Ritzema

### Feminino
4 gols
- Leilanni Nesbeth
- Sinead Macleod
- Eve Watson

3 gols
- Jya Ratteray-Smith
- Eleanor Gawne
- Shana Macphail

2 gols
- Cajsa Kronström
- Fanny Karlsson
- Jennifer Cox
- Jessica Jones
- Ashley Tutas
- Eva Frazzoni
- Calleigh Hedley
- Nina Antonsen
- Holly Sumner
- Rebecca Cole
- Sienna Brennen
- Beth Macleod
- Jessica Macleod
- Anita Tavares
- Leah Morris
- Aina Mesquida Bonet
- Tamara Cansado Pons

## Quadro de medalhas
Atualizado em 28 de julho de 2023
| Pos                | Equipe             | Ouro | Prata | Bronze | Total |
| 1                  | Bermuda            | 1    | 0     | 0      | 1     |
| 1                  | Jersey             | 1    | 0     | 0      | 1     |
| 3                  | Anglesey           | 0    | 1     | 0      | 1     |
| 3                  | Ilhas Ocidentais   | 0    | 1     | 0      | 1     |
| 5                  | Ilha de Man        | 0    | 0     | 1      | 1     |
| 5                  | Ilha de Wight      | 0    | 0     | 1      | 1     |
| Totais (6 Equipes) | Totais (6 Equipes) | 3    | 3     | 3      | 9     |